# 바르드 이바르손
바르드(고대 노르드어: Bárðr) 또는 바로드 이바르손(Bárǫðr Ívarrsson, ? ~ 881년), 게일어로는 바리드 막 이마르(아일랜드어: Bárid mac Ímair)는 9세기 더블린 왕국의 왕이다. 이바르의 아들로 이바르 가의 일원이다.
《에린의 단편적 연대기》에 들어 있는 사가 한 편에서 바르드에 관한 가장 이른 언급이 이루어진다. 이 사가 내용에 따르면 867년 로흘란의 야를 하마르(Háimar)가 코나크타인들의 습격을 받아 죽자 바르드가 그 후임 야를로 취임했다. 그 다음으로 바르드가 등장하는 것은 《단편적 연대기》 872년 부분으로 리르그 벌판과 리호의 호중도들을 약탈했다고 한다. 또 《단편적 연대기》에 따르면 바르드는 북이넬의 왕 아드 핀들리어흐의 아들을 길러 주었다고 한다. 이러한 내용들은 어디까지나 소설의 일종인 사가에 실린 것이기에 그 역사적 가치가 의심스럽다. 다만 몇몇 요소들은 선대 사료들과 비교했을 때 확인이 가능하며, 아드 핀들리어흐의 후손들과 이바르 가가 나중에 관계를 맺게 되는 것을 뒷받침하는 증거가 된다. 아일랜드에서는 입양이 그 아이의 친부모 집안과 양부모 집안 사이에 유대를 다지는 수단으로 사용되었으며, 바르드가 아일랜드 토착 귀족들과 융화되기 위한 시도로 이러한 행위를 했다고 추측할 수 있다.
《이니스팔렌의 연대기》에 따르면 873년 바르드는 더블린에서 대규모 함대를 이끌고 서쪽으로 가 키어라거 지하 동굴을 약탈했다고 한다. Downham은 이 약탈이 부왕 이바르의 죽음 이후 더블린 왕위를 물려받은 지 얼마 되지 않은 바르드가 힘을 과시하기 위해 행한 일이라는 해석을 제기한다. 《게일인과 이방인들의 전쟁》에서는 올라프 코눙그의 아들, 즉 바르드에게는 사촌이 되는 이가 함께 약탈원정에 나섰다고 하는데 아마 에위스테인 올라프손일 가능성이 커 보인다. 이바르가 죽은 뒤 바르드와 에위스테인이 더블린의 공동왕으로 즉위했을 가능성도 제기된다.
《울라 연대기》에 따르면 에위스테인이 875년에 "알반(Albann)"이라는 자에게 속아서 죽음을 당했는데, 이 알반이란 라그나르 로드브로크의 아들 할프단 라그나르손이라는 것이 통설이다. 일부에 따르면 할프단은 이바르와 형제지간이라고 하는데, 그것이 사실이라면 이것은 할프단이 더블린을 자신의 것으로 만들기 위해 조카들을 죽이려 한 것이라 할 수 있다. 그러나 할프단은 에위스테인만 죽였을 뿐 더블린 공략에는 실패했다. 할프단은 877년 재차 더블린 왕위를 노리고 거병했지만 스트랭퍼드호 전투에서 패사했다. 《게일인과 이방인들의 전쟁》은 바르드가 할프단의 둡갈(흑이교도)에 맞선 핑갈(백이교도)의 지도자였으며, 전투 중 중상을 당해 이후 여생을 절름발이로 살았다고 쓰고 있다.
바르드는 881년 둘리크를 공격했다가 죽었다고 《울라 연대기》, 《에린 왕국 연대기》, 《스코틀랜드 편년사》에 기록되어 있다. 연대기들은 바르드의 죽음이 둘리크 주교 성 키어난의 기적 때문이라고 한다.

## 참고 자료
1차 사료
- “Annals of the Four Masters”. 《Corpus of Electronic Texts》 16 December 2013판. University College Cork. 2013. 2014년 11월 23일에 확인함.
- “Annals of Inisfallen”. 《Corpus of Electronic Texts》 16 February 2010판. University College Cork. 2010. 2015년 1월 1일에 확인함.
- “The Annals of Ulster”. 《Corpus of Electronic Texts》 15 Augu 2012판. University College Cork. 2012. 2014년 11월 23일에 확인함.
- “Chronicon Scotorum”. 《Corpus of Electronic Texts》 24 March 2010판. University College Cork. 2010. 2014년 11월 26일에 확인함.
- Todd, JH, 편집. (1867). 《Cogad Gaedel re Gallaib: The War of the Gaedhil with the Gaill》. London: Longmans, Green, Reader, and Dyer. Accessed via Internet Archive.
- “Fragmentary Annals of Ireland”. 《Corpus of Electronic Texts》 5 September 2008판. University College Cork. 2008. 2014년 11월 29일에 확인함.

2차 자료
- Costambeys, Marios (2004). “Hálfdan (d. 877)”. 《Oxford Dictionary of National Biography》. Oxford University Press. doi:10.1093/ref:odnb/49260. 2014년 12월 20일에 확인함. Subscription or UK public library membership 보관됨 2013-04-29 - 웨이백 머신 required.
- Downham, Clare (2007). 《Viking Kings of Britain and Ireland: The Dynasty of Ívarr to A.D. 1014》. Edinburgh: Dunedin Academic Press. ISBN 978-1-903765-89-0.
- Helle, Knut, 편집. (2003). 《The Cambridge History of Scandinavia. Volume 1: Prehistory to 1520》. Cambridge: Cambridge University Press. ISBN 0-521-47299-7.
- Ní Mhaonaigh, Máire. “Cogad Gáedel re Gallaib and the annals: a comprison”. 《Ériu》 47: 101–126. doi:10.2307/30007439.
- Ó Corrain, Donnchad. “The Vikings in Scotland and Ireland in the Ninth Century” (PDF). 《Peritia》 12: 296–339.
- Radner, Joan. “Writing history: Early Irish historiography and the significance of form” (PDF). 《Celtica》 23: 312–325. 2015년 9월 23일에 원본 문서 (PDF)에서 보존된 문서. 2015년 9월 23일에 확인함.
- Sigurðsson, Jón Viðar; Bolton, Timothy, 편집. (2013년 11월 29일). 《Celtic-Norse Relationships in the Irish Sea in the Middle Ages 800-1200》. Brill. ISBN 978-90-04-25512-8.
- South, Ted Johnson (2002). 《Historia de Sancto Cuthberto》. Boydell & Brewer. ISBN 978-0-85991-627-1.
- Woolf, Alex (2007). 《From Pictland to Alba: 789 - 1070》. Edinburgh University Press. ISBN 978-0-7486-1234-5.

| 이바르 | 제2대 더블린 국왕 (875년까지는 에위스테인과 공동통치) 873년–881년 | 시그프뢰드 이바르손 |